# Sven Wijkman (militär)
Sven Oscar Wijkman, född 17 januari 1884 i Västerås, död 27 oktober 1949 i Kungsholms församling, Stockholm, var en svensk militär, politiker och journalist.

## Biografi
Sven Wijkman var son till direktör Oskar Fredrik Wijkman och Selma Nyquist. Han avlade studentexamen 1901 i Västerås, genomgick Krigsskolan 1904, Artillerihögskolan 1907 och Krigshögskolan 1911. Han blev underlöjtnant vid Upplands artilleriregemente 1904, kapten vid generalstaben 1916, major i armén 1934 varefter han fick avsked. Han var ordförande för Sveriges Nationella Ungdomsförbund 1917–1919.
Han var stiftande medlem av Klubben Brunkeberg.
Wijkman var även verksam inom medievärlden. Wijkman var under första världskriget en av aktivisterna som skrev för Svensk Lösen, en tidning som strävade efter svensk uppslutning på tysk sida i kriget. Under Finska inbördeskriget deltog Wijkman som frivillig på den vita sidan.[källa behövs] Han erhöll Frihetskorset av andra klass 1918. Åren 1923–1929 var han VD för Göteborgs Handelstidnings AB, 1930–1931 för Aftonbladets AB och 1931 för Svenska Pressbyrån.